# Латвійський музей фотографії
Латвійський музей фотографії (латис. Latvijas Fotogrāfijas muzejs) — державна установа, створена у Ризі (Латвія) з метою зберігання і демонстрації робіт латвійських фотографів.

## Історія
Перший у місті музей, присвячений фотографії. Відкритий як філія Музею історії Риги і мореплавства в 1993 році. Знаходиться в історичному будинку багатого ризького купця (XVI століття).
У постійній експозиції музею показано зростання і розвиток мистецтва фотографії в Латвії з 1839 по 1941 рік, у ній представлені дагеротипи, амбротипи, срібножелатинові знімки і фотообладнання.
Камера MINOX» та аксесуари до неї представляють технологію фотографування 1930-х років.
Колекція музею містить фотографії від робіт майстрів XIX століття (таких як daguerrotypes) [недоступне посилання — історія] до робіт сучасних авторів; а також фотографічне устаткування, архівні документи. У спеціалізованій бібліотеці зберігаються книги і журнали по цій тематиці.
Музей регулярно проводить виставки сучасних майстрів фотографії.
Також в музеї проводяться семінари та конференції з фотографії.

## Адреса
- Рига, вул. Марсталю, 8 (Mārstaļu iela 8). Вхід з вулиці Алксная (ieeja no Alksnāja ielas).